# Дорохин, Виктор Калистратович
Виктор Калистратович Дорохин (29 сентября 1936, совхоз Бажиган, Караногайского р-на Грозненской области) — тренер школы тяжелоатлетов из города Шахты, Вице-президент Ростовской областной федерации тяжёлой атлетики, почётный гражданин города Шахты. Заслуженный тренер СССР (1980).

## Биография
Окончил Рижское мореходное училище.
С 1955 по 1962 годы служил на флоте, был определен в Мурманское государственное арктическое морское пароходство.
После демобилизации в 1962 году переехал в город Шахты, устроившись работать в шахту «Аютинская-13», в этом же городе продолжил тренировки.
В 1964 году вместе со своим тренером Рудольфом Плюкфельдером поступил в ГЦОЛИФК, окончил в 1968 году.
На тренерской работе с 1965 года.
Отличник физической культуры с 1975 года.
С 1978 года имеет категорию судьи всесоюзной категории, с 1995 года — высшую квалификационную категорию тренера-преподавателя без срока действия.
В 1978 году присвоено звание «Заслуженный тренер РСФСР».
В 1997 году присвоено звание «Ветеран труда».
В 1980 году присвоено звание «Заслуженный тренер СССР».
В 2009 году присвоено звание «Почетный гражданин города Шахты» (Решением № 593 52 заседания Шахтинской городской Думы).
В 2016 году присвоено звание «Заслуженный тренер РФ».

## Воспитанники
Воспитанники Виктора Калистратовича Дорохина успешно выступают на соревнованиях мирового уровня. Среди них многократные призёры и победителями первенств России, чемпионатов Европы и мира, победители Олимпийских игр, 57 мастеров спорта, шесть мастеров международного класса, в том числе:
- Геннадий Вениами́нович Бессонов — заслуженный мастер спорта СССР, двукратный чемпион мира, чемпион Европы, рекордсмен мира по тяжелой атлетике, директор спортшколы олимпийского резерва имени В. И. Алексеева[3].
- Виктор Николаевич Трегубов — заслуженный мастер спорта СССР, чемпион Олимпийских игр 1992 года, чемпион мира[3].
- Анастасия Черных — чемпион Европы по тяжелой атлетике среди молодежи в 2009 г., Всемирной универсиады в Китае (Шэньчжэне) в 2011 году[5].